# 哈日乌苏种畜场
哈日乌苏种畜场是中国内蒙古自治区通辽市科尔沁左翼后旗下辖的一个类似乡级单位。

## 行政区划
哈日乌苏种畜场共辖以下地区：
虚拟生活区。